# Helikoid
Helikoid je za ravnino in katenoidom tretja znana minimalna ploskev.
Njeno ime izhaja iz podobnosti z vijačnico (iz grške besede starogrško έλικας/starogrško έλιξ kar pomeni spirala). Vsaki točki na helikoidu pripada vijačnica, ki teče skozi to točko.  
Helikoid je odkril francoski matematik in inženir Jean Baptiste Meusnier (1754 – 1793) v letu 1776.
Helikoid je premonosna ploskev. To pomeni, da je za vsako točko na ploskvi možno najti premico, ki teče skozi njo, oziroma preseki vodoravnih ravnin in helikoida so premice. Belgijski matematik  Eugène Charles Catalan je v letu 1842 dokazal, da sta helikoid in ravnina edini minimalni premonosni ploskvi.
Ploskev helikoida dobimo tudi, če se končno dolga daljica, pravokotna na os, giblje vzdolž osi z enakomerno hitrostjo in se pri tem vrti okrog nje. Helikoid in katenoid sta člana helikoidno-katenoidne družine minimalnih ploskev.
Helikoid ima obliko Arhimedovega vijaka. Opišemo ga lahko s tremi parametričnimi enačbami v kartezičnem koordinatnem sistemu:
{\displaystyle x=\rho \cos(\alpha \theta )\!\,,}
{\displaystyle y=\rho \sin(\alpha \theta )\!\,,}
{\displaystyle z=\theta \!\,,}
kjer lahko {\displaystyle \rho } in {\displaystyle \theta } zavzameta vrednosti od negativne  do pozitivne neskončnosti in {\displaystyle a} je konstanta. Kadar je {\displaystyle a} pozitiven je helikoid desnosučen (glej sliko), sicer je levosučen.
V cilindričnih koordinatah je enačba helikoida enaka:
{\displaystyle z=c\theta } .
V kartezičnih koordinatah pa je enačba helikoida:
{\displaystyle {y \over x}=\tan({z \over c})} 
Helikoid ima glavno ukrivljenost enako {\displaystyle \pm 1/(1+\rho ^{2})\ }. Vsota teh dveh vrednosti nam da srednjo ukrivljenost (je enaka nič, ker je helikoid minimalna ploskev). Zmnožek nam pa da Gaussovo ukrivljenost, ki je za helikoid enaka:
{\displaystyle {\frac {c^{2}}{(c^{2}+u^{2})^{2}}}} 
Helikoid je homeomorfen z ravnino {\displaystyle \mathbb {R} ^{2}}.
Helikoid in katenoid sta lokalno izometrični ploskvi.